# Medalha pela Defesa do Cáucaso
A Medalha pela Defesa do Cáucaso (em russo:  Медаль «За оборону Кавказа») foi uma medalha de campanha da Segunda Guerra Mundial da União Soviética .

## História
A Medalha pela Defesa do Cáucaso foi instituída em 1º de maio de 1944 por decreto do Presidium do Soviete Supremo da URSS. Seu estatuto foi modificado por múltiplas resoluções do Presidium do Soviete Supremo da URSS, em 16 de maio de 1944, 2 de junho de 1944, 5 de junho de 1944, 10 de março de 1945, 15 de março de 1945, e por último pelo decreto № 2523-X do Presidium do Soviete Supremo da URSS de 18 de julho de 1980.

## Estatuto da medalha
A Medalha "Pela Defesa do Cáucaso" foi concedida a todos os participantes na defesa do Cáucaso - soldados do Exército Vermelho, marinheiros da Marinha, tropas do NKVD, bem como civis que participaram a defesa do Cáucaso durante a batalha do Cáucaso.
A concessão da medalha foi feita em nome do Presidium do Soviete Supremo da URSS com base em documentos que atestam a participação efetiva na defesa do Cáucaso emitidos pelo comandante da unidade, chefe do estabelecimento médico militar ou por um representante relevante autoridade provincial ou municipal de Stavropol ou dos Sovietes de Deputados do Povo de Krasnodar, do Soviete Supremo da RSS da Geórgia, da RSS do Azerbaijão, da ASSR da Ossétia do Norte ou da ASSR de Kabardin. Militares em serviço receberam a medalha de seu comandante de unidade, aposentados do serviço militar receberam a medalha de um comissário militar regional, municipal ou distrital na comunidade do destinatário, membros da população civil, participantes da defesa do Cáucaso receberam sua medalha do conselho regional, Conselhos Municipais de Deputados do Povo dos territórios de Stavropol e Krasnodar, Sovietes de Deputados Operários ou dos Sovietes Supremos da Geórgia, do Azerbaijão, da Ossétia do Norte ou de Kabardin. Para os defensores que morreram em batalha ou antes da instauração da medalha, ela foi concedida postumamente à família.
O estatuto da Medalha "Pela Defesa do Cáucaso" foi alterado para incluir membros da população civil da RSSA do Daguestão , do Oblast de Grozny, da RSS da Armênia e da região de Rostov como destinatários elegíveis para a sua participação na defesa do Cáucaso.
A Medalha "Pela Defesa do Cáucaso" foi usada no lado esquerdo do peito e na presença de outros prêmios da URSS, foi localizada imediatamente após a Medalha pela Defesa de Kiev. Se usado na presença de Ordens ou medalhas da Federação Russa, estas últimas têm precedência.

## Descrição da medalha
A Medalha "Pela Defesa do Cáucaso" era uma medalha circular de latão de 32 mm de diâmetro com aro elevado. No anverso ao centro, a imagem em relevo do Monte Elbrus, ao seu pé, torres de petróleo e um grupo de três tanques movendo-se para a esquerda; sobre as montanhas, três aeronaves voando para a esquerda. Uma faixa de 3 mm de largura coberta com imagens em relevo de cachos de uvas e flores percorre toda a circunferência da medalha, bem no topo, uma estrela de cinco pontas em relevo, na parte inferior, um pergaminho com a inscrição em relevo "URSS" (em russo:  «СССР») dividida pela imagem da foice e do martelo. No reverso, próximo ao topo, a imagem em relevo da foice e do martelo, abaixo da imagem, a inscrição em relevo em três fileiras "PARA NOSSA PÁTRIA SOVIÉTICA" (em russo:  «ЗА НАШУ СОВЕТСКУЮ РОДИНУ»). A Medalha pela Defesa do Cáucaso era presa por um anel através do laço de suspensão da medalha a uma montagem pentagonal soviética padrão coberta por uma fita moiré de seda verde oliva de 24 mm de largura com listras azuis de 2,5 mm de largura, no meio, duas de 2 mm faixas brancas largas contornadas por faixas azuis e vermelhas de 1 mm separadas por uma faixa verde-oliva de 2 mm.